# Sillem
Sillem is de naam van een thans deels Nederlandse familie waarvan de stamboom is opgenomen in het genealogisch naslagwerk Nederland's Patriciaat. De familie stamt af van een Hamburgs regenten- en koopliedengeslacht.
De gedocumenteerde geschiedenis van de familie Sillem begint in de 16e eeuw; de broers Jacob Selm (1517-1584) en Heyn Sylm vestigden zich vanuit het Kehdinger Land (ten noordwesten van Hamburg) in de Vrije Rijks- en Hanzestad Hamburg. Daar traden zij naar voren als succesvolle kooplieden. Aangenomen wordt dat hun voorouders zich in de 14e of 15e eeuw vanuit Holland in Kehdingen hebben gevestigd. In die tijd kwamen Hollandse en Friese boeren het moerasland ten zuiden van de Elbemonding indijken om er vruchtbaar akkerland van te maken. In oude kerkboeken aldaar komt de naam voor geschreven als Silm, Zelm en Selm. Later in de 16de eeuw wordt de naam als Syllm of Sillem geschreven. Er bestaat een theorie dat de familie oorspronkelijk afkomstig is uit de plaats Zelhem, een reeds in de 9e eeuw bestaand handelsstadje in het oosten van Holland (tegenwoordig Gelderland), waarvan de naam in de loop der eeuwen ook voorkwam als: Selheim, Zeelem, Zelm en Zillem tot het huidige Zelhem. Jacob en Heyn trouwden met dochters van oude Hamburgse geslachten en zo werd Jacob in 1560 tot raadslid benoemd. Zijn broer Heyn bereikte nauwelijks zijn 50ste levensjaar. Vermoedelijk bezweek hij aan de pest. Beiden lieten zoons na, zodat zij tot op de huidige dag worden gezien als de twee stamvaders van de familie. Uit hun nageslacht kwamen vooraanstaande Hamburgers voort: 2 burgemeesters, 9 raadsleden, 15 rechters, 7 schatkistbewaarders, 11 bankrevisors en 14 toezichthouders op het weeshuis. In het stadhuis van Hamburg hangen de portretten van de burgemeesters en de raadsheren. Aan de buitenkant van het stadhuis siert het Sillem-wapen de gevel, naast andere familiewapens van Hamburgse regentenfamilies. Zoons en kleinzoons van Heyn Sillem waren lakenkopers. De nazaten van Jacob Sillem handelden met het buitenland; zij lieten hun handelswaar tot het Iberisch schiereiland verschepen en hadden voorts handelspartners in Holland, Vlaanderen en Engeland. Een van de kleinzoons van Jacob studeerde rechten in Bazel. Hij was de eerste jurist in de familie en er zouden nog velen volgen. Tot in de 19e eeuw leefden de nazaten van beide takken nauw verbonden en gelieerd in Hamburg en voerden hetzelfde familiewapen. Jacob Sillem stierf te Hamburg in 1565. De tak van Jacob Sillem stierf in 1835 uit. De Heinse of Heynse tak leeft nog voort. Behalve in Nederland wonen leden van de familie Sillem o.a. in Duitsland, Zwitserland, Frankrijk, België, Italië, Ierland, Groot-Brittannië, Canada, de Verenigde Staten van Amerika, Argentinië en Australië.
De Nederlandse tak stamt af van Hieronymus (zich noemende Jérome) Sillem (1768 - 1833), die zich in 1815 in Amsterdam vestigde als hoofdfirmant van de Amsterdamse vestiging van het bankiershuis Hope & Co.
De stamboom van de Nederlandse tak van de familie Sillem werd in 1910 opgenomen in het Nederland's Patriciaat.

## Wapen van de familie Sillem

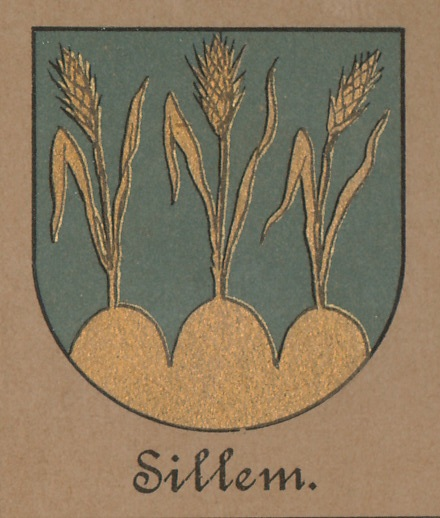
Sillem Familiewapen

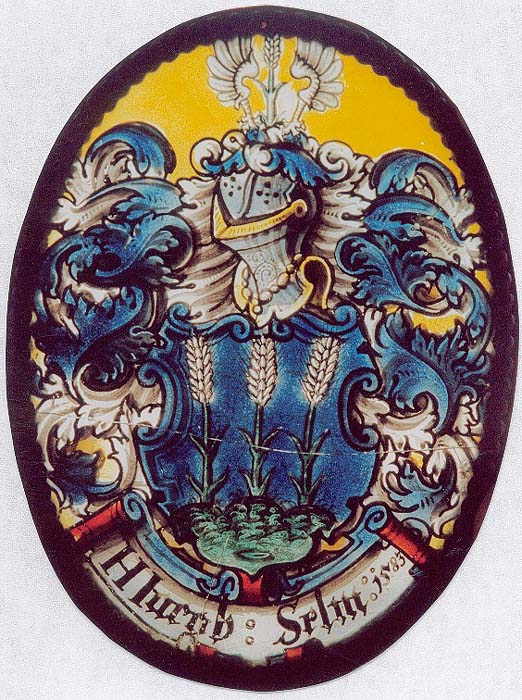
Familiewapen, glas in lood, voorzien van naam 'Jacob Selm', 1583

Wapen: In blauw drie gebladerde korenaren staande op de toppen van een drieberg, alles in goud. Helmteken: een korenaar van het schild tussen een beurtelings doorsneden vlucht van blauw en zilver. Dekkleden: Zilver en blauw. Zie de afbeelding hiernaast.
Volgens 'Hamburgsche Wappen und Genealogien', blz. 393, noot 3, komt het bovenomschreven wapen voor op het hier getoonde glas-in-lood-ruitje, gedateerd 1583, als dat van Jacob Selm, stamvader van de in 1835 uitgestorven Jacobse tak van het geslacht Sillem. (zie onderste afbeelding hiernaast)

### Enkele telgen
- Jacob Sillem (Hamburg, 6 mei 1620 - aldaar, 15 juli 1693), in 1645 dr. jur. in Basel, in 1653 raadsheer te Hamburg; sinds 1709 senator te Hamburg
- Garlieb Sillem (1676-1732), zoon van de Hamburgse senator Hieronymus Sillem (1648-1710), was jurist en later burgemeester van Hamburg 1716-1720
- Garlieb Helwig Sillem (Hamburg 29 aug. 1728 - Wellingsbüttel (Hamburg) 10 juli 1801). Koopman te Hamburg, lid van de firma Matthiessen & Sillem kooplieden aldaar.
- Martin Garlieb Sillem (1769-1835), burgemeester van Hamburg 1829-1831.
- Jérome Sillem (correcte benaming: Hieronymus) (Hamburg 27 juli 1768 - Amsterdam 19 april 1833), firmant Matthiessen, Sillem & Co., kooplieden te Hamburg, sinds 1815 firmant van Hope & Co in Amsterdam
- Ernst Sillem (commandeur in de Orde van de Eikenkroon), (Hamburg 23 febr. 1807 - Amsterdam 8 febr. 1861), firmant Hope & Co.
- Jérôme Alexander Sillem (Ridder in de Orde van de Nederlandse Leeuw en Officier in de Orde van Oranje-Nassau), (Amsterdam 24 oktober 1840 - Amsterdam 29 april 1912), jurist, geschiedkundige, lid gemeenteraad Amsterdam, lid Provinciale Staten, lid van het college van Gedeputeerde Staten van Noord-Holland.
- Johann Gottlieb Sillem (Officier in de Orde van Oranje-Nassau), (Amsterdam 2 juni 1837 - Amsterdam 26 september 1896), firmant Hope & Co.
- Ernst Sillem, (Amsterdam 8 augustus 1864 - aldaar 26 december 1919), firmant Hope & Co.; daarnaast lid van het hoofdbestuur en penningmeester van het Nederlandsch Jongelings Verbond (NJV), sinds 1995 YMCA Nederland
- Henrik Sillem (Amsterdam 12 augustus 1866 - Courmayeur (Italië) 13 juli 1907), advocaat, procureur te Amsterdam; won op de Olympische Spelen 1900 te Parijs de bronzen medaille pistoolschieten
- Johann Gottlieb Sillem (Ridder in de Orde van de Nederlandse Leeuw en Officier in de Orde van Oranje-Nassau) (Amsterdam 16 nov. 1893 - Den Dolder 24 febr. 1955), maakte carrière in de diplomatieke dienst; buitengewoon gezant en gevolmachtigd minister te Lissabon van 1937 tot 1941
- Jérôme Alexander Sillem (Ridder in de Orde van Oranje-Nassau), (Amsterdam 27 jan. 1902 - 's-Gravenhage 25 juni 1986), zoöloog bij de Nederlandse Karakorum-expeditie 1929-1930. 1941-1967 directeur van bankierskantoor Lissa & Kann N.V. te 's Gravenhage, 1967-1968 mede-directeur bankierskantoor Mees & Hope te 's-Gravenhage
- Aelred Sillem (eigenlijke naam: Harold Frederick Sillem) (29 oktober 1908 - 19 mei 1994), van 1964 tot 1992 de tweede abt van Quarr (Quarr Abbey) op het eiland Wight
- Maurits Sillem (Bern 26 juli 1929 - Londen 11 juni 2002), musicus en dirigent